# Fodboldfeber 2:8 - Fra klasselokale til 5-stjernet sovesal
|  | Denne artikel er oprettet af botten Steenthbot ud fra en ekstern database. Den kan derfor have sproglige fejl eller mangler. Denne skabelon kan fjernes efter kontrol af indholdet. |

Fodboldfeber 2:8 - Fra klasselokale til 5-stjernet sovesal er en norsk dokumentarfilm fra 2021 instrueret af Line Hatland.

## Handling
Det er første dag til Norway Cup, og hold fra hele verden er nu ankommet til Norge. Nogle hold overnatter på hotel, mens andre må lave klasseværelser om til sovesale.
’Fodboldfeber’ er en serie i 8 afsnit om verdens største fodboldcup for børn – Norway Cup.